# Maria Àngela Martí Galí
Maria Àngela Martí Galí (Barcelona, segle xviii) fou una impressora catalana.

## Biografia
L'activitat impressora i llibretera dels Martí comença el 1700, quan Joan Pau Martí adquireix la impremta de Sebastià de Cormellas, la família del qual, al seu torn, havia comprat la impremta d'Humbert Gotart el 1591. La vídua de Joan Pau, Maria, dirigeix el taller entre 1723-1737. La temàtica dels llibres publicats és fonamentalment religiosa.
L'època més esplendorosa de la Impremta Martí correspon a la dirigida per la vídua del seu fill Maur, Maria Àngela (1754-1770), ajudada pel mestre impressor Antoni Rovira. Tot i continuar amb l'edició de llibres religiosos, dels quals publicà 130 títols, Maria Àngela imprimí les Novelas exemplares de María de Zayas (1764) i llibres de cuina com el de Francisco Martínez Montiño, Arte de cocina, pasteleria, vizcocheria y conservaria (1763); compaginà l'edició de llibres amb les impressions tipogràfiques que venia en una llibreria, de la qual era propietària, especialitzada en gravats xilogràfics i calcogràfics i en l'estampació de material efímer divers, alhora que també els distribuïa a altres comerços de la ciutat i a venedors ambulants. La importància d'aquesta darrera activitat es constata en l'acurada descripció de les eines i dels materials que fa en el seu testament i en el gran nombre d'ells que acumulà (AHPB, notari Lorenzo Madriguera Famades (1770), fol. 237, 249 i 339-389).
La impremta passa a denominar-se Oliver Martí quan Ignàsia, filla de Maria Àngela i Maur, es casa amb el llibreter de Barcelona Francesc Oliver; i torna a canviar de nom en el moment en què una neta de Maria Àngela, filla del matrimoni Oliver Martí, es casa amb el llibreter saragossà Valerio Sierra. Amb la denominació Sierra i Martí, la impremta i llibreria roman activa fins al primer terç del segle xix.
El CRAI Biblioteca de Fons Antic de la Universitat de Barcelona conserva casi 200 obres publicades per Maria Àngela Martí, així com dos exemples de les seves marques d'impressor, que la que van identificar al llarg de la seva trajectòria professional.
Només a la ciutat de Barcelona, al llarg del segle xviii, trobem altres noms de dones impressores: Maria i Teresa Mas Llach, Teresa Pou i Eulàlia Massià i Teresa Mas Llach.